# Flugplatz York Landing

i7
i11
i13
Der Flugplatz York Landing ist ein Flugplatz in der Kommune York Landing in der Provinz Manitoba, Kanada.
Er wird von der Provinz Manitoba unterhalten. Zeitweise wird der Platz auch von Leichtflugzeugen der Fluggesellschaft Perimeter Aviation angeflogen.

## Infrastruktur und Flugzeuge
Der Flugplatz York Landing mit einer Schotterpiste befindet sich auf 190 Meter über dem Meeresspiegel. Die Start- und Landebahn RWY 10/28 ist rund 1035 Meter lang und 25 Meter breit.
Es gibt jedoch an diesem Flugplatz weder Tower- noch Anflugfrequenz. Des Weiteren werden Lande- und Startabsichten nur über die UNICOM-Frequenz 122,8 MHz gemeldet. Eine Tankmöglichkeit existiert ebenfalls nicht.
Im Jahr 2010 verzeichnete der Flugplatz 398 Flugbewegungen.